# لويجي برونيللا
لويجي برونيللا (بالإيطالية: Luigi Brunella)‏ لاعب كرة قدم إيطالي في مركز الدفاع (ولد في (14 أبريل 1914) لعب في صفوف نادي تورينو ونادي روما ونادي يوفنتوس.